# Edgar Odell Lovett
Edgar Odell Lovett (Shreve, 14 de abril de 1871 — Houston, 13 de agosto de 1957) foi um matemático estadunidense.
Foi o primeiro presidente (reitor) do Instituto Rice, a atual Universidade Rice, Houston, Texas. Lovett foi recomendado para este posto por Thomas Woodrow Wilson, então presidente da Universidade de Princeton.
Foi palestrante convidado do Congresso Internacional de Matemáticos em Paris (1900).